# الكنيسة البيزنطية (البتراء)

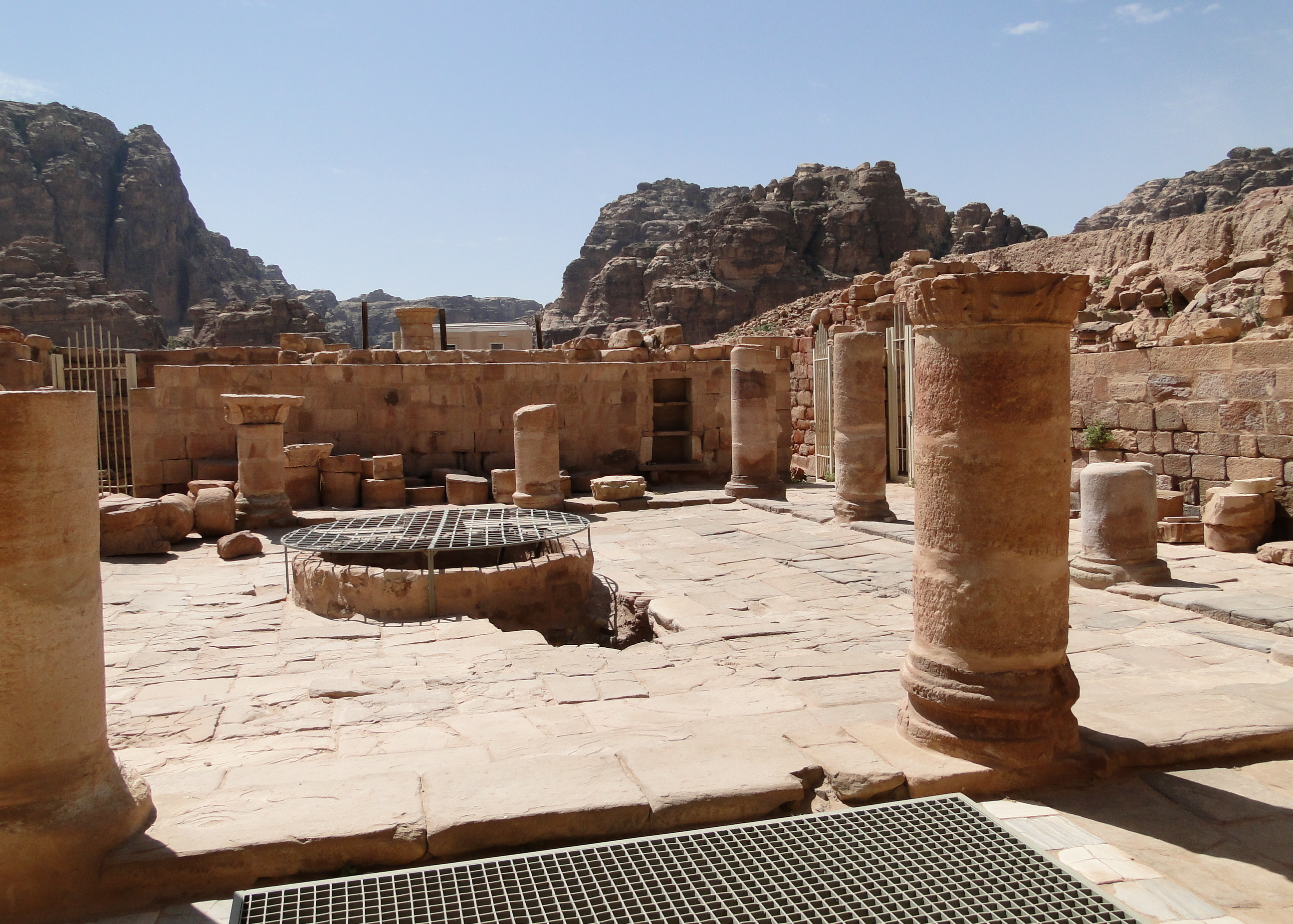
الكنيسة البيزنطية في البتراء

تعتبر الكنيسة البيزنطية (البتراء) في البتراء مثالاً رائعًا على الهندسة المعمارية الأثرية البيزنطية. تقع على أرض مرتفعة في وسط المدينة، شمال شارع ما يسمى كولونيديد.
تعتبر الكنيسة البيزنطية نقطة اكتشاف تضم 150 من البردي الذي زود العلماء بمعلومات قيمة عن الحياة في كل من البيزنطية وفي المناطق الريفية المحيطة بها.تتميز الكنيسة البيزنطية أيضًا بأن أرضياتها مزينة بديكور من الفسيفساء الفخم والمحفوظ جيدًا.
تم حفر الكنيسة بوساطة المركز الأمريكي للأبحاث الشرقية بين عامي 1992 و1996.

## المراحل التاريخية
استنتج علماء الآثار أن الكنيسة بنيت في الأصل في النصف الثاني من القرن الخامس الميلادي. استمر استخدامها كهيكل ديني حتى أوائل القرن السابع الميلادي، عندما تم تدميره بالنار.
لوحظ أن العلماء يميزون «المراحل المبكرة» و«المتأخرة» من مراحل البناء. تحدد المرحلة المبكرة الكنيسة بأنها بنيت أصلاً في القرن الخامس الميلادي. تتوافق المرحلة المتأخرة مع التعديلات التي أجريت في أواخر القرن السادس الميلادي.
في القرن السادس، تم بناء أتريوم الكنيسة لربط جزء الكاتدرائية بالكنيسة المعمدانية، وضمهم إلى مبنى واحد.بعد الحريق تم إعادة استخدام مواد من الكنيسة، بما في ذلك tesserae الزجاجية (مكعبات صغيرة تشكل الفسيفساء) من الفسيفساء.

## الشكل
تضم الكنيسة مجمع المعمودية، مساحة البهو، والكاتدرائية.داخل قسم الكاتدرائية يوجد «البيما» أو المذبح في أحد طرفي المنصة على منصة مرتفعة. وأكبر هذه الأشياء هي تلك الموجودة في الوسط.من المحتمل أن تكون المقاعد الخشبية قد أُلحقت بجدران الكنيسة.
تشمل الهندسة المعمارية للكنيسة عناصر منحوتة من الصخور النبطية وأنماط الفسيفساء الرومانية والإغريقية. مجموعة متنوعة من الأشكال المعمارية الموجودة في الكنيسة البيزنطية هي جزء من محادثة أكبر عن الهجين، وهو مصطلح في علم الآثار يستخدم عندما توجد أنماط ثقافية متعددة في كائن واحد أو هيكل واحد.

## الفسيفساء

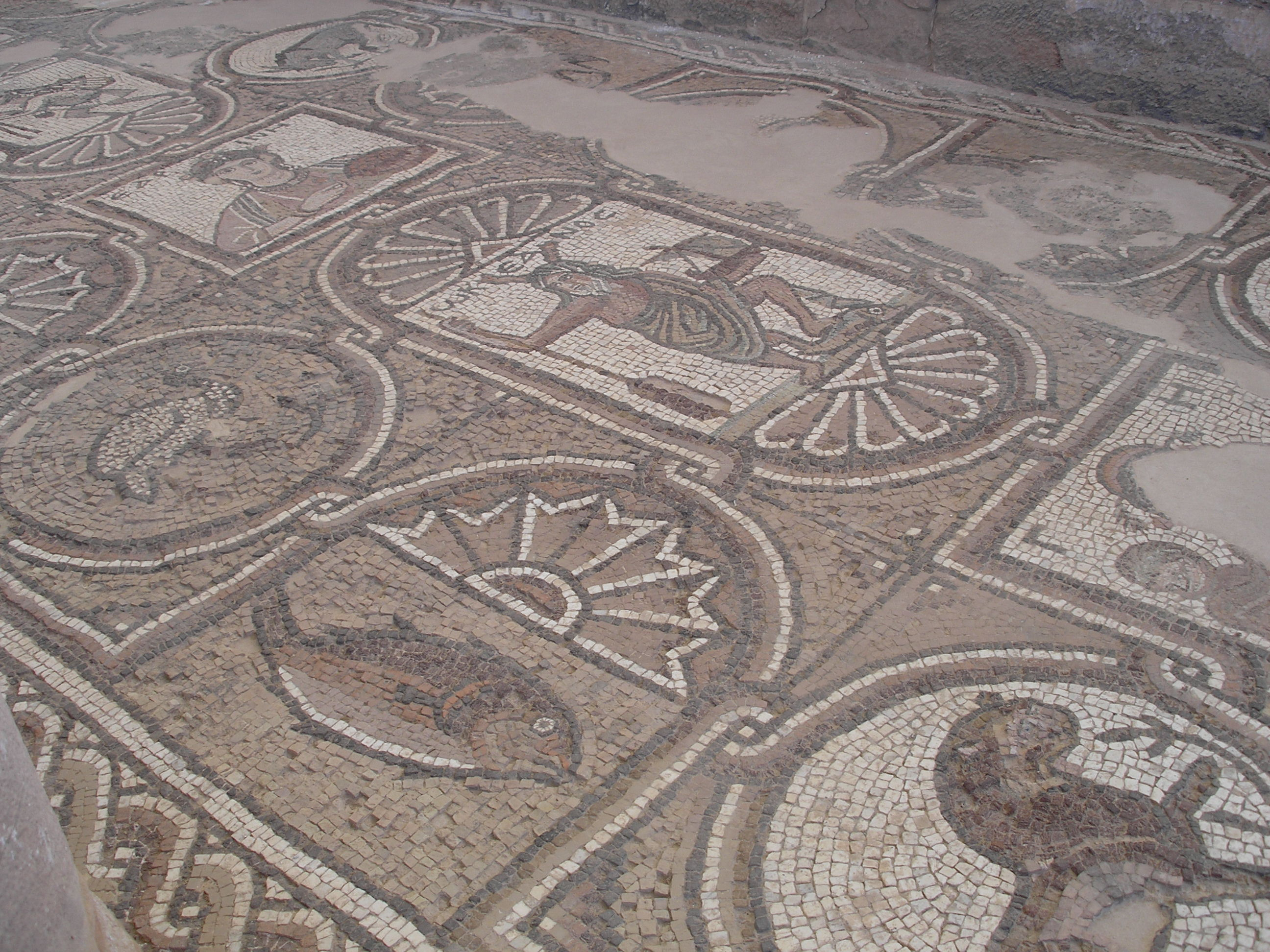
الفسيفساء في الكنيسة البيزنطية في البتراء

عثر على الفسيفساء أيضًا على بعض أجزاء جدران الكنيسة.تم تزيين أرضيات المنصة بمادة أوبس في حين تم تزيين الممرين الجانبيين الصغيرين بالفسيفساء التصويرية الملونة. هذه هي واحدة من أكثر ملامح الكنيسة شهرة.تصور الفسيفساء بالفصول والحيوانات والأشخاص والفخار والنباتات. يشبه أسلوب الفسيفساء نمطًا كبيرًا في مدرسة غزة، ويشارك أيضًا أوجه التشابه مع الأيقونات الهلنستية والرومانية. هذا يساعدنا على وضع العمارة النبطية والبتراء في سياقها العالمي.تم القيام بأعمال الحفظ الحديثة للحفاظ على الفسيفساء.

## معرض الصور

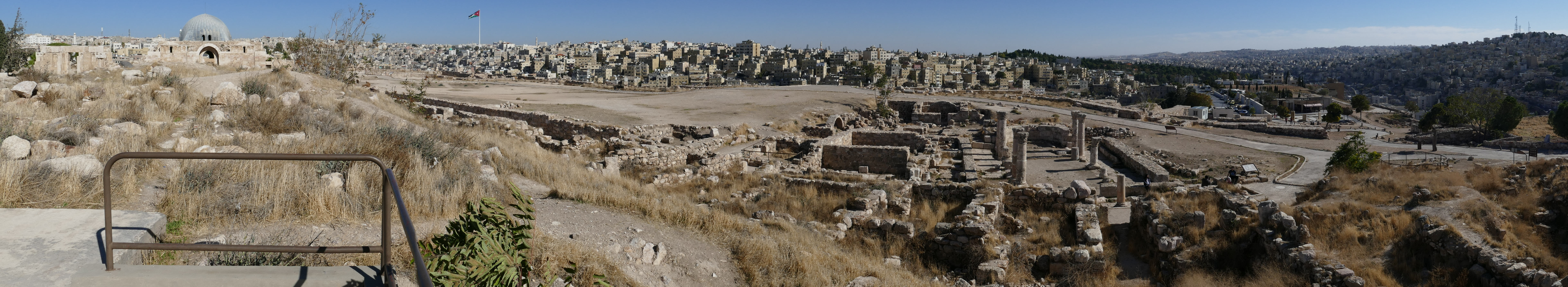
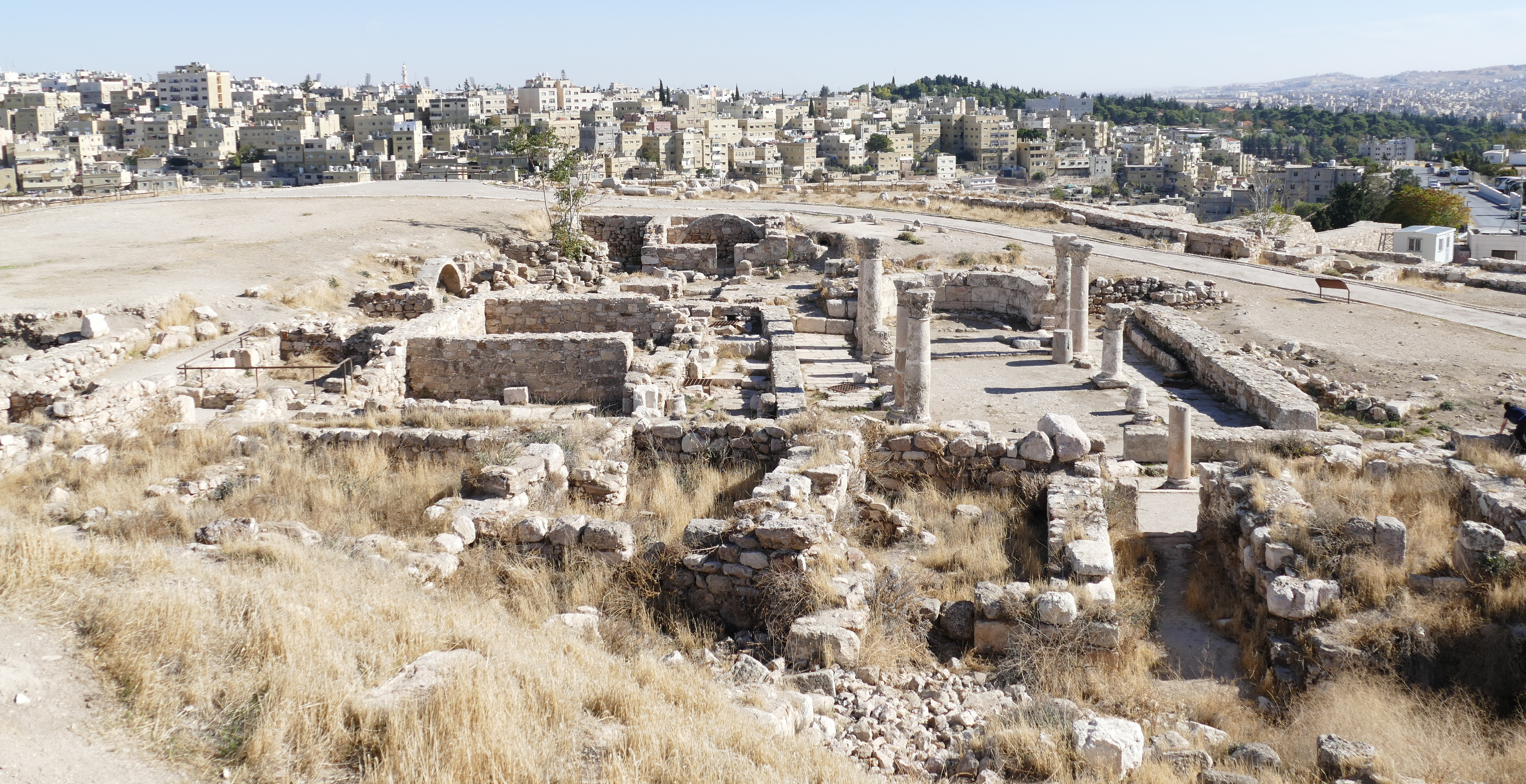
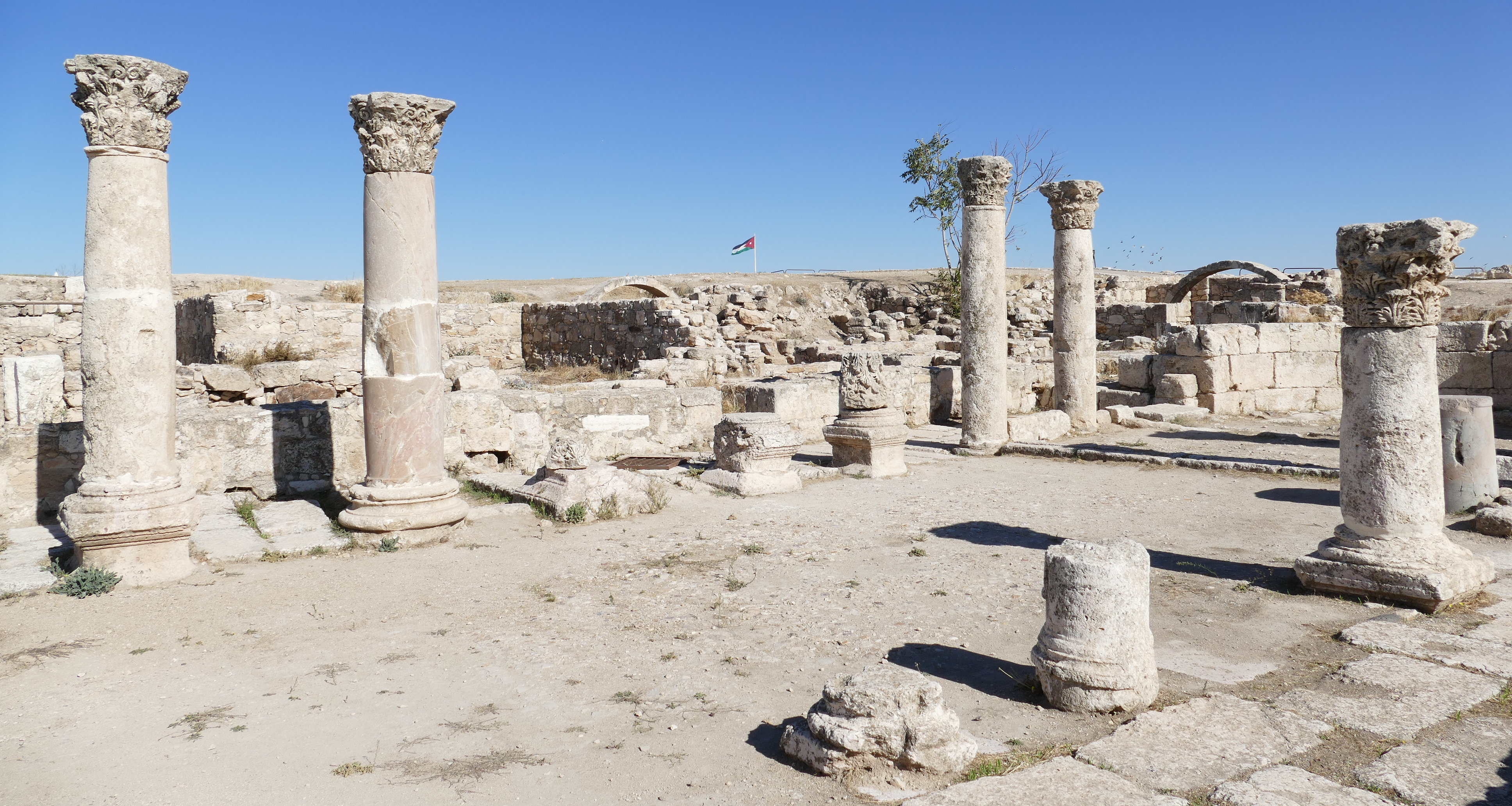